# Deutsche Fechtmeisterschaften 1968
Bei den Deutschen Fechtmeisterschaften 1968 wurden Einzel- und Mannschaftswettbewerbe in den Disziplinen Herrendegen, Herrensäbel und Herrenflorett ausgetragen. Bei den Damen wurde nur Florett gefochten. Die Meisterschaften wurden vom Deutschen Fechter-Bund organisiert.

## Herren

### Florett (Einzel)
| Platz | Sportler           | Verein      |
| ----- | ------------------ | ----------- |
| 1     | Friedrich Wessel   | OFC Bonn    |
| 2     | Tim Gerresheim     | FCR Hamburg |
| 3     | Jürgen Theuerkauff | OFC Bonn    |

### Florett (Mannschaft)
| Platz | Verein                | Sportler |
| ----- | --------------------- | -------- |
| 1     | OFC Bonn              |          |
| 2     | FC Tauberbischofsheim |          |
| 3     | FCR Hamburg           |          |

### Degen (Einzel)
| Platz | Sportler         | Verein                |
| ----- | ---------------- | --------------------- |
| 1     | Rudi Kost        | MTV Stuttgart         |
| 2     | Fritz Zimmermann | Heidenheimer SB       |
| 3     | Harald Hein      | FC Tauberbischofsheim |

### Degen (Mannschaft)
| Platz | Verein                | Sportler                                                             |
| ----- | --------------------- | -------------------------------------------------------------------- |
| 1     | FC Tauberbischofsheim | Armin Ködel Jürgen Hehn Harald Hein Reinhold Behr Elmar Beierstettel |
| 2     | Heidenheimer SB       |                                                                      |
| 3     | OFC Bonn              |                                                                      |

### Säbel (Einzel)
| Platz | Sportler           | Verein         |
| ----- | ------------------ | -------------- |
| 1     | Walter Köstner     | FR Nürnberg    |
| 2     | Klaus Allisat      | SC Rei Koblenz |
| 3     | Jürgen Theuerkauff | OFC Bonn       |

### Säbel (Mannschaft)
| Platz | Verein              | Sportler |
| ----- | ------------------- | -------- |
| 1     | OFC Bonn            |          |
| 2     | SC Rei Koblenz      |          |
| 3     | Hermannia Frankfurt |          |

## Damen

### Florett (Einzel)
| Platz | Sportler       | Verein                |
| ----- | -------------- | --------------------- |
| 1     | Heidi Schmid   | TSV Schwaben Augsburg |
| 2     | Helga Mees     | TB Saarbrücken        |
| 3     | Erika Bethmann | ETV Hamburg           |

### Florett (Mannschaft)
| Platz | Verein       | Sportler                                                                 |
| ----- | ------------ | ------------------------------------------------------------------------ |
| 1     | TSG Weinheim | Annerose Münch Helga Enseling Edeltraud Reich Burgel Herbst Doris Lauppe |
| 2     | OFC Bonn     |                                                                          |
| 3     | Kölner FK    |                                                                          |